# 小行星2578
小行星2578（2578 Saint-Exupery）是一颗围绕太阳公转的小行星。1975年11月2日，塔瑪拉·斯米爾諾娃在克里米亚发现了此天体。
該小行星以法國作家安托万·德圣埃克絮佩里命名。
这颗小行星的绝对星等为11.5等。